# Conus medoci
Conus medoci é uma espécie de gastrópode do gênero Conus, pertencente à família Conidae.